# Ulica Rewolucji 1905 roku w Łodzi
Ulica Rewolucji 1905 r. – ulica w Łodzi mająca około 1,5 kilometra długości, biegnie od Piotrkowskiej do Uniwersyteckiej.
Pierwotna nazwa ulicy: Południowa.
Ulica powstała pomiędzy 1821 a 1823 rokiem wraz z regulacją (wyznaczeniem) osady Nowe Miasto, która została umiejscowiona na przeciwległym brzegu rzeczki Łódki, na południe od Starego Miasta. Osada zaprojektowana została na bazie kwadratu z oktagonalnym rynkiem (Nowy Rynek – dzisiejszy plac Wolności), na którym krzyżowały się prostopadle ulice. Kontur osady ograniczały ulice: Zachodnia, Północna, Wschodnia i Południowa.
W czasie wojny zmieniono nazwę na Ziethenstraße. Po wojnie, w 1955 roku, nazwę ulicy Południowej zmieniono na ul. Rewolucji 1905 roku – nazwa ta pozostała do dziś. Zmiana nazwy ulicy odnosi się do walk, jakie toczyły się na barykadach u zbiegu ulic Wschodniej i (ówczesnej) Południowej. Walki te upamiętnia tablica, wmurowana w ścianę narożnej kamienicy, znajdującej się u zbiegu tych ulic.

## Zabytki
Na kamienicy przy ulicy Rewolucji 1905 r. pod nr 19 znajduje się prawdopodobnie jedyny zachowany do dziś w Łodzi napis w języku hebrajskim – afisz Łódzkiego Towarzystwa Niesienia Pomocy Chorym Linas Hacholim. Po złożeniu 23 stycznia 2009 przez Grupę Pewnych Osób pisma w kancelarii prezydenta miasta Łodzi Jerzego Kropiwnickiego, napis został zabezpieczony przeźroczystą, pleksiglasową płytą.
Pod nr 44 mieści się zabytkowa, secesyjna Willa Leona Rappaporta. Pod nrem 69 znajduje się zabytkowa Fabryka Pereca Marguliesa i Dawida Wolmana.

## Komunikacja miejska
Ulicą Rewolucji 1905 r. przebiegają następujące linie autobusowe:
- linie MPK-Łódź: 86 (na odcinku Piotrkowska – Uniwersytecka), 96, N4A i N4B (na odcinku Piotrkowska – Sterlinga)

## Galeria

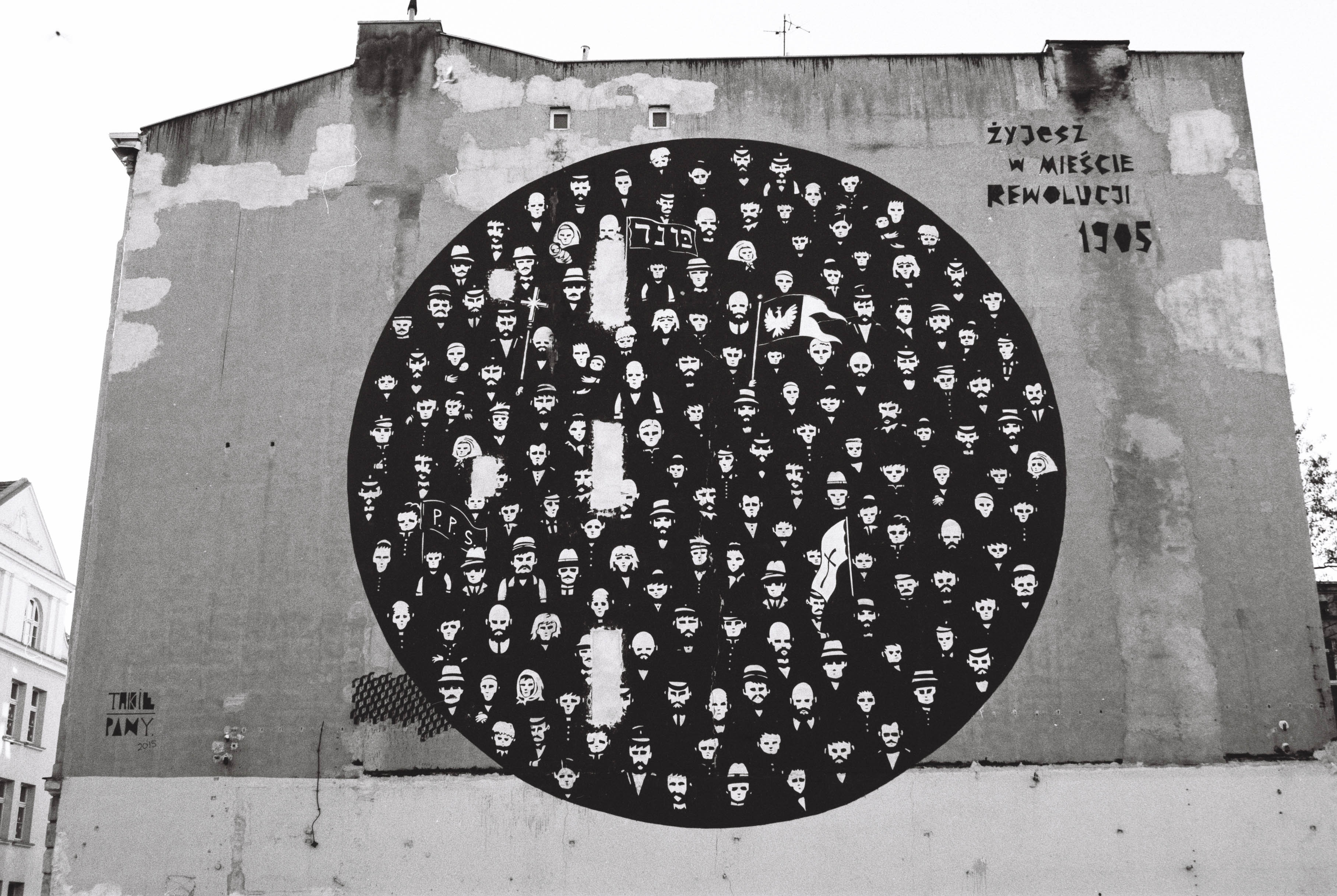
Mural upamiętniający Rewolucję 1905 znajdujący się na ulicy pod numerem 60.
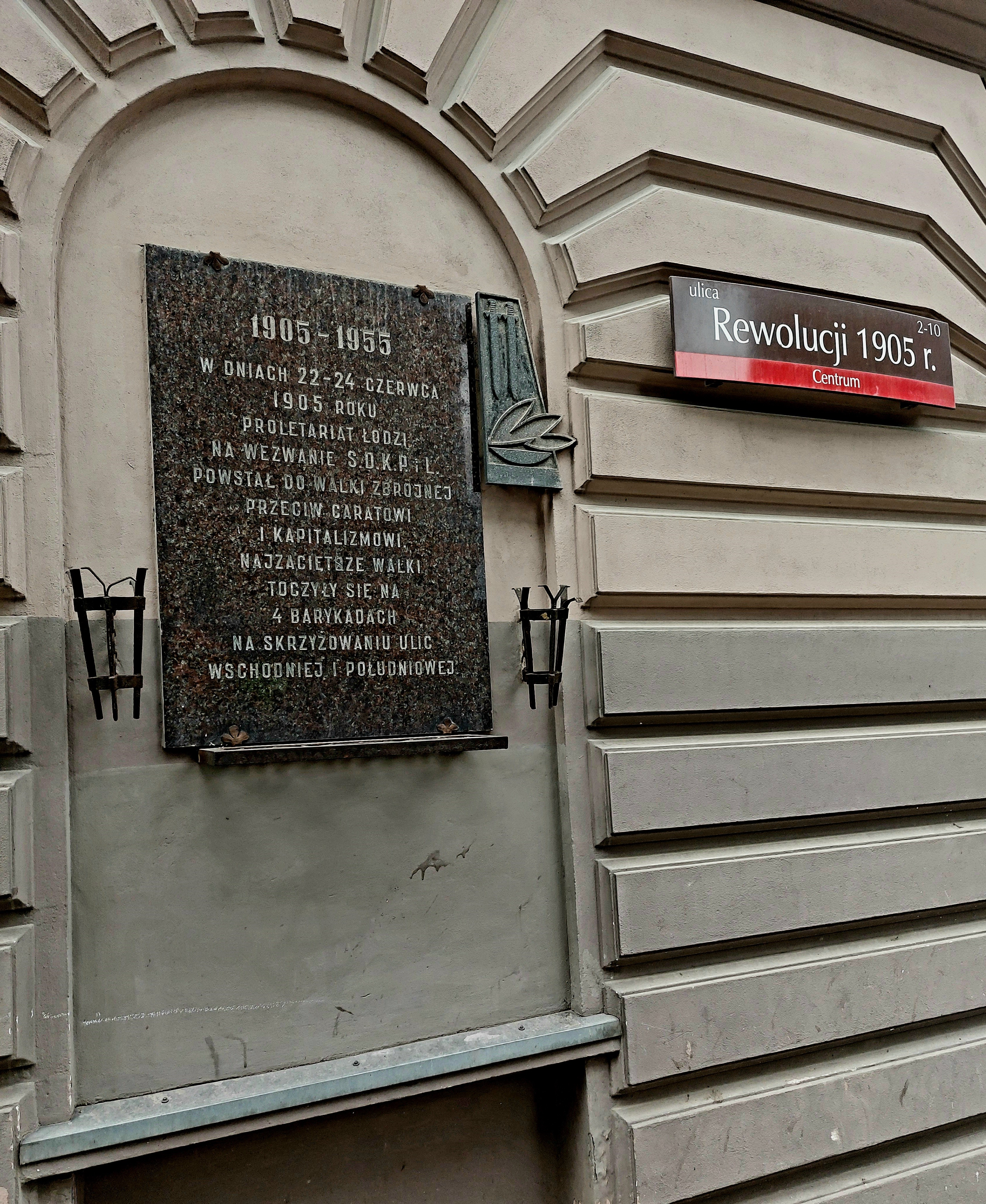
Tablica upamiętniająca walki toczące się w trakcie Rewolucji 1905 r. w Łodzi u zbiegu ul. Wschodniej i Południowej (od 1955 r. – ulicy Rewolucji 1905 r.).
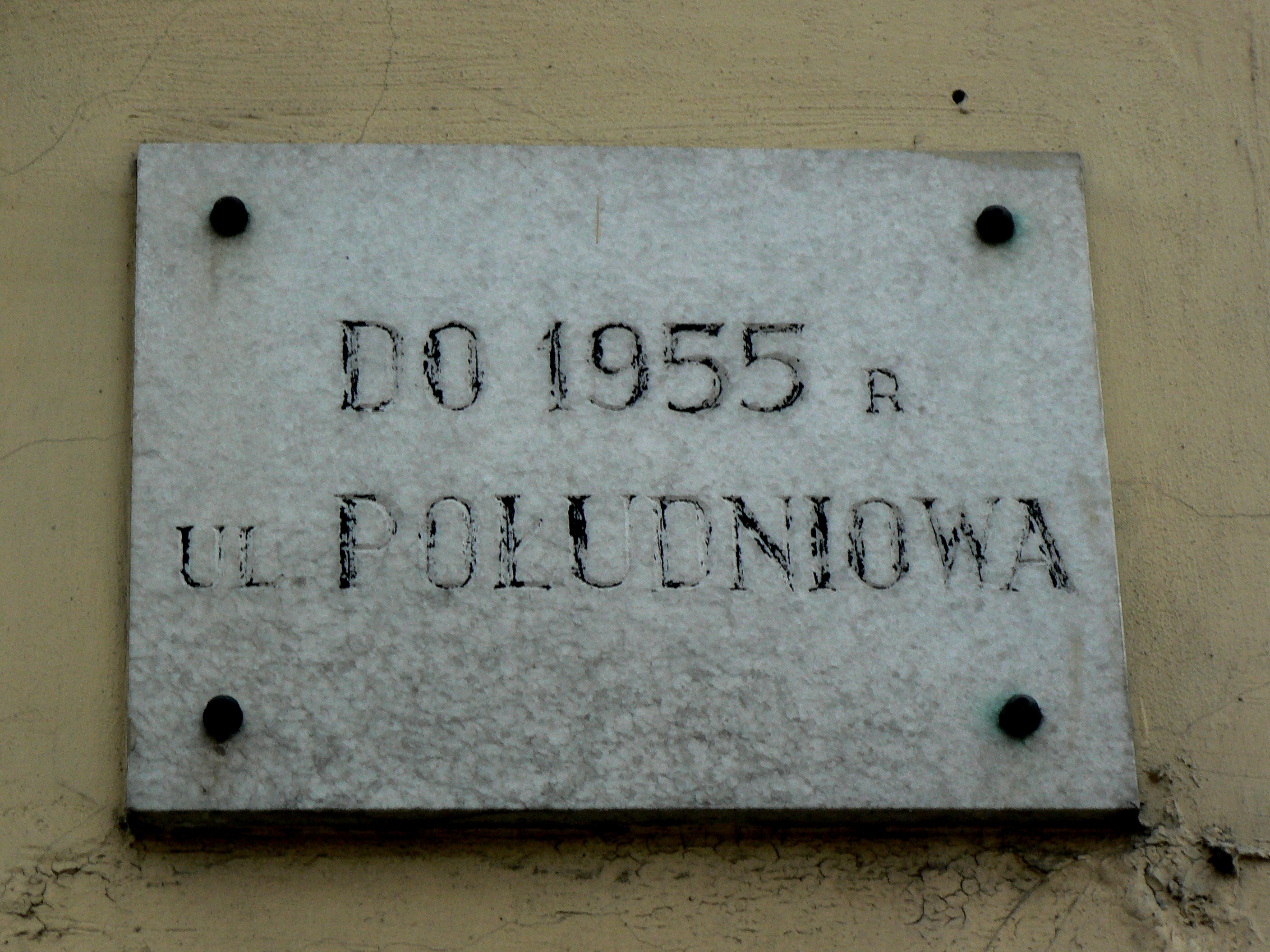
Tablica znajdująca się na budynku narożnym, przy skrzyżowaniu ulic Rewolucji 1905 roku i Piotrkowskiej.
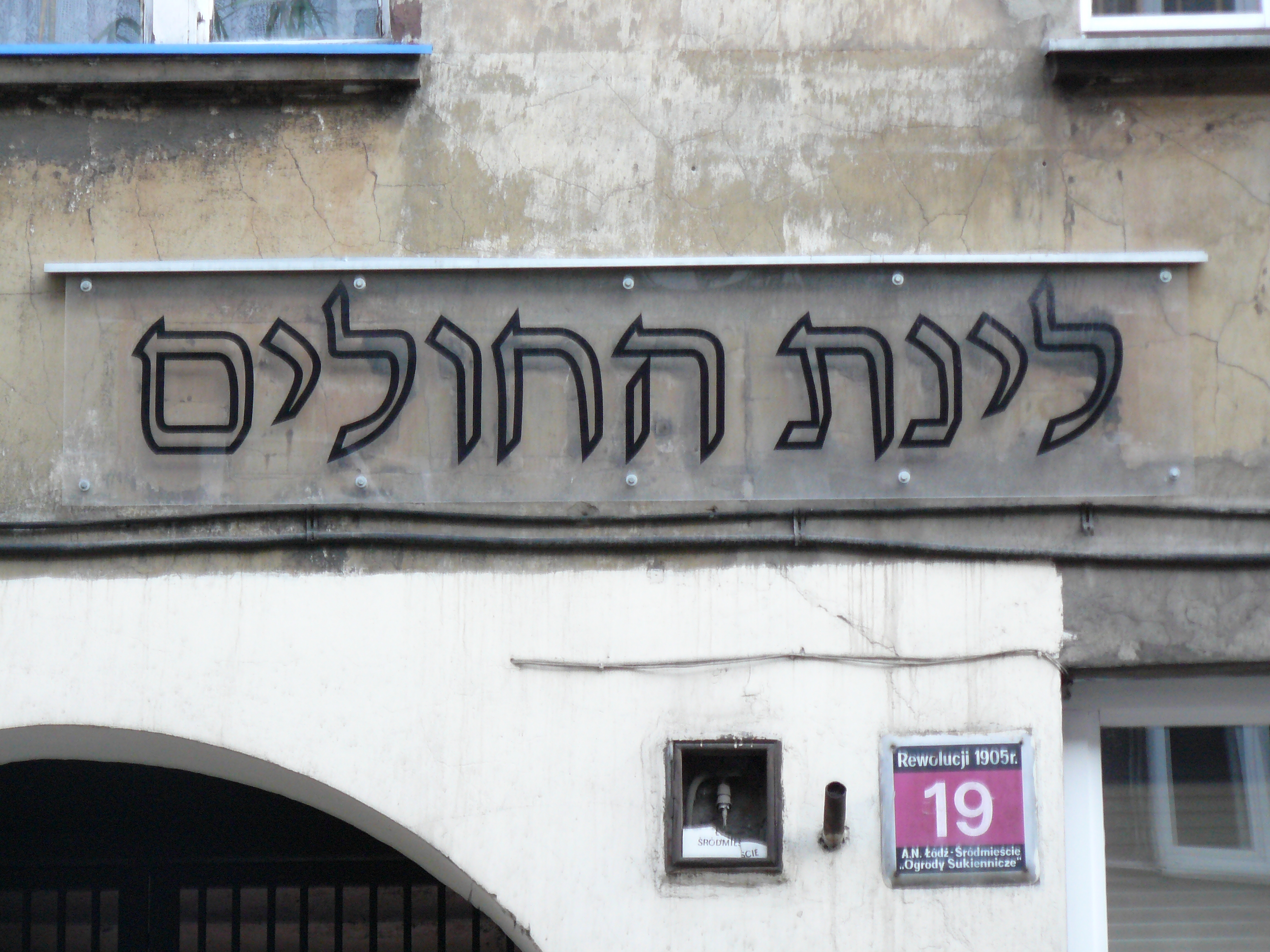
Zabytkowy napis, zabezpieczony ochronną płytą z nadrukiem. Znajduje się pod numerem 19.
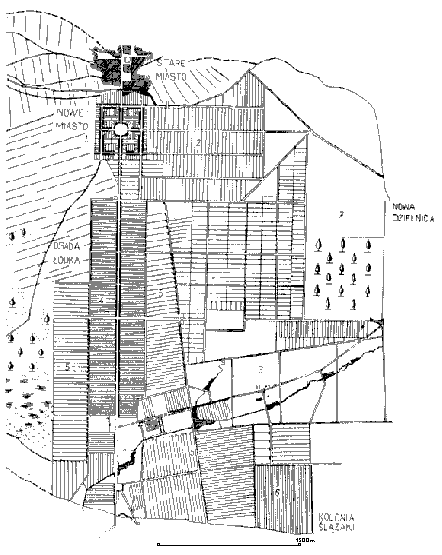
Plan regulacji Łodzi z 1823 roku.
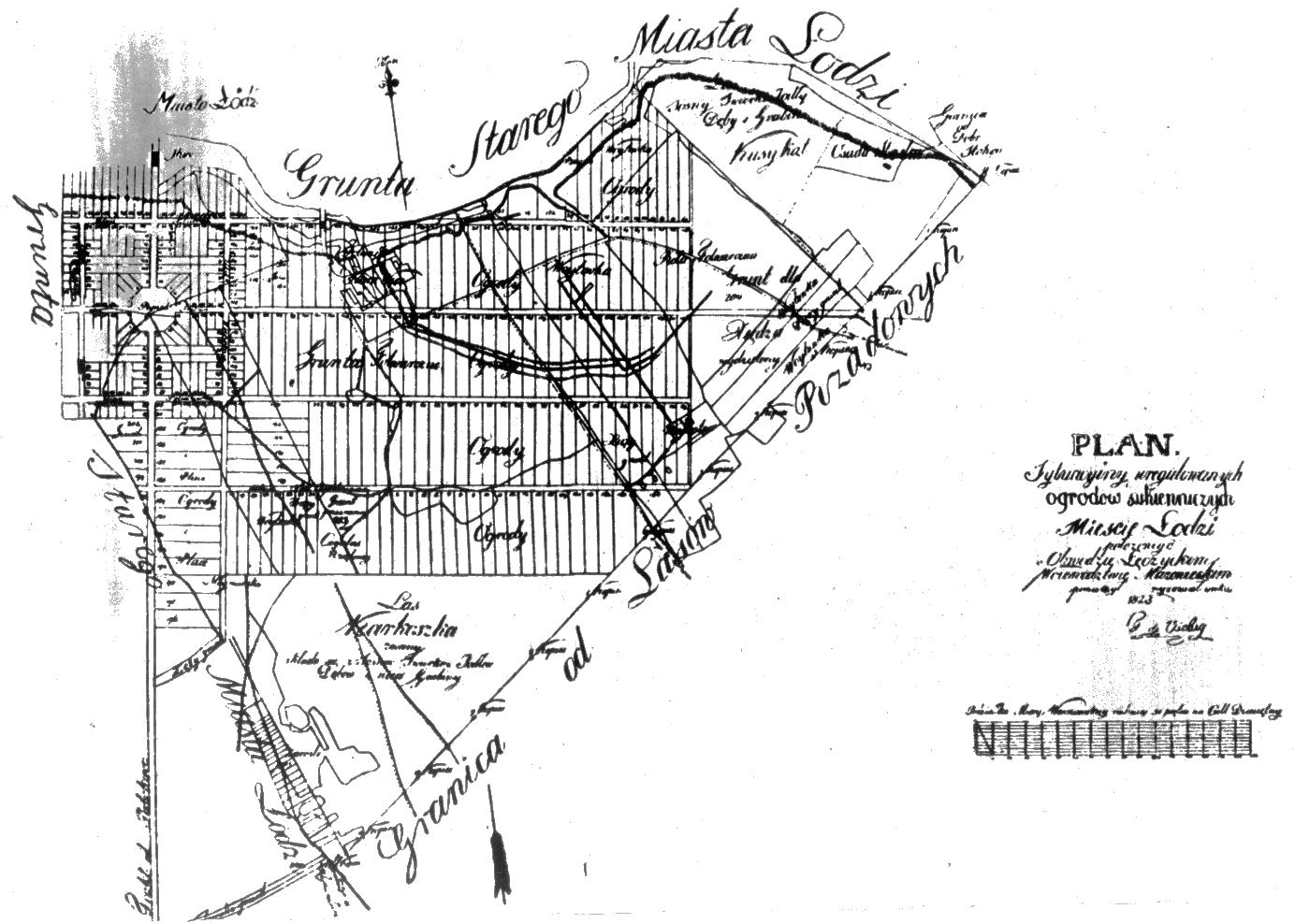
Plan Łodzi z 1823 roku.